# Cilindri di Gudea

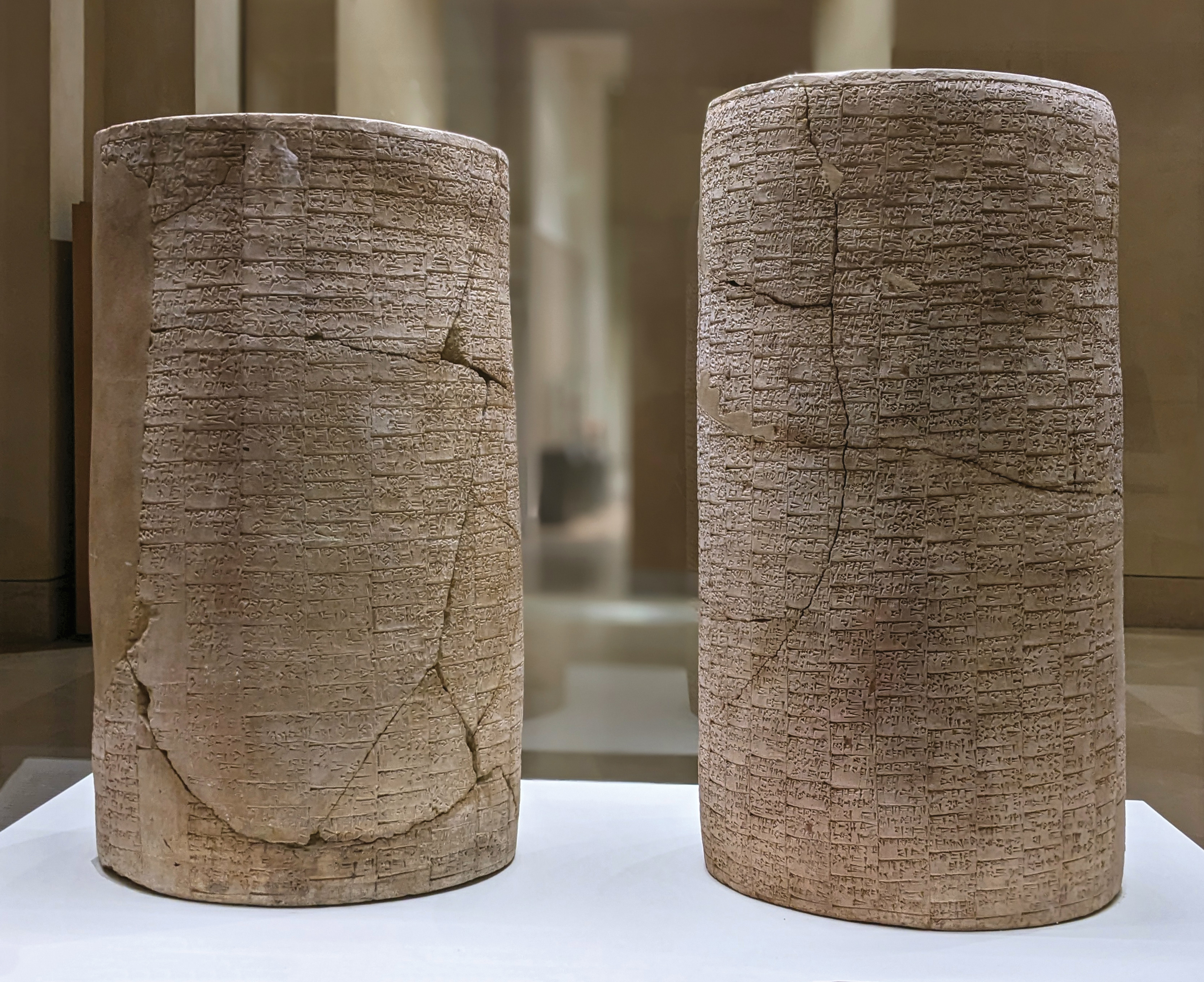
I "cilindri di Gudea", risalenti al XXII secolo a.C. sono conservati al Museo del Louvre di Parigi.

I "cilindri di Gudea" sono due reperti archeologici in terracotta che risalgono al XXII secolo a.C. e che riportano in cuneiforme il mito sumero della Costruzione del tempio di Ningirsu. I cilindri furono realizzati da Gudea, sovrano di Lagash, e furono trovati nel 1877 durante gli scavi a Telloh (antica Girsu), in Iraq e ora sono esposti al Museo del Louvre di Parigi, Francia. Sono i più grandi cilindri cuneiformi mai scoperti e contengono il testo più lungo conosciuto scritto in lingua sumera.
Il testo riportato dai reperti intende celebrare la costruzione da parte del governatore di Lagaš, Gudea, del tempio "Eninnu".
I "cilindri di Gudea" vengono identificati per mezzo delle lettere "A" e "B": il cilindro "A" (alto 61 cm, con il diametro di 32 cm) si compone di 815 righe su 30 colonne, mentre il cilindro "B" (alto 56 cm, con il diametro di 33 cm)  si compone di 549 righe su 24 colonne.
Le edizioni del testo sono in:
- I.M. Price in Assyriologische Bibliothek 15, 1899 (edizione del testo cuneiforme); e 26, 1927 (traslitterazione e traduzione).
- F. Thureau-Dangin in Musée del Louvre, Textes Cunéiformes, 8, 1925 (edizione del testo cuneiforme).
- M. Witzel in Gudea (statue e cilindri), Roma, 1932 (edizione del testo cuneiforme).
- F. Thureau-Dangin, in Die sumerischen und akkadische Königsinschriften 88 e sgg. (traslitterazione e traduzione).
- M. Witzel, in Keilinschriftilche Studien 3 (traslitterazione e traduzione).
- M. Lambert e R. Tournay, in Revue Biblique, 55, pp. 403–447 (traslitterazione e traduzione).
- A. Falkenstein, in  Sumerische und akkadische Hymnen und Gebete, 32, pp. 137–182 (traduzione).

La traduzione in lingua italiana è in Giorgio. R. Castellino, Testi sumerici e accadici. Torino, UTET, 1977, pp. 215 e sgg.